# Guillem IV de Tolosa
 Guillem IV de Tolosa  († 1094) va ser comte de Tolosa de 1060 a 1094. Fill gran de Ponç, comte de Tolosa, i de Almodis de la Marca.
Va succeir al seu pare en 1060 i va heretar la major part dels seus béns, el seu germà Ramon només va heretar els comtats de Sant Gèli (i potser Nimes, si és que no es refereix al mateix Sant Gèli, que era part de l'antic comtat de Nimes). A més sembla que Guillem i Ramon van compartir el títol de comte de Tolosa, segons una carta de 1088, entre altres atributs d'aquest títol. El 1065, després de la mort de la seva cosina Berta, comtessa de Rodès, Ramon es va apoderar del seu comtat i dels drets i feus del marquesat de Gòtia i el comtat de Narbona o ducat de Septimània reivindicant els seus drets sense que Guillem actués contra el seu germà.
A diferència del seu pare i el seu germà, Guillem va ser un home poc ambiciós que es va centrar en la seva gran afició per les armes.
La primera esposa de Guillem va ser Matilde, i la seva segona esposa (el 1080) Emma de Mortain, filla de Robert de Conteville, comte de Mortain i de Matilde de Montgomery. Aquesta segona unió donar lloc al naixement de dos fills:
- Ponç, que va morir jove.
- Felipa Matilde de Tolosa († 1117), casada el 1094 amb Guillem IX el Trobador (1071 † 1127), Duc d'Aquitània i comte de Gascunya i de Poitiers.

Guillem probablement va morir el 1094 durant una peregrinació a Terra Santa. La voluntat del seu pare, va ser que si Guillem moria sense fills mascles, totes les seves possessions passarien al seu segon fill més jove, Ramon, que va succeir a Guillem com  Ramon IV . No obstant això, dues dècades més tard, Guillem d'Aquitània va reclamar el comtat de Tolosa que va tractar de conquerir.
| Precedit per: Ponç de Tolosa | comte de Tolosa 1060 - 1094 | Succeït per: Ramon IV |